# Tamura
Tamura (japonsky 田村市 Tamura-ši) je japonské město v prefektuře Fukušima na ostrově Honšú. Žije zde okolo 36 tisíc obyvatel. Nedaleko města se pod pohořím Abukuma nacházejí krasové jeskyně.

## Partnerská města
- Mansfield, Ohio, Spojené státy americké (21. říjen 2000)

## Místní atrakce
- Vápencové jeskyně Abukuma
- Svatyně Ókaburaja
- Observatoř Hoši no Mura